# آنوپاما پارامیسواران
آنوپاما پارامیسواران (به انگلیسی: Anupama Parameswaran) (زاده۱۸ فوریه سال ۱۹۹۶) یک بازیگر هندی است که به‌طور عمده در فیلمهای تلوگو و مالایالم ظاهر شده‌است. وی بیشتر به خاطر نخستین ظهورش در فیلم پرمام (۲۰۱۵) در نقش مری جورج معروف است.
از کارهای معروف او می‌توان به بازی در فیلم ای بیا و عشق اشاره کرد.

## زندگی ابتدایی و تحصیلات
آنوپاما در ۱۸ فوریه سال ۱۹۹۶، در ارینجالاکدا، بخش تریسور، کرالا از پدر و مادری به نام سونیتا پارامیسواران و ارکات پارامیسواران زاده شد. وی برادر کوچکتری به نام آکشی دارد. او در کالج کوتایام کرالا، در رشته زبان انگلیسی ارتباط اجتماعی مشغول به تحصیل بود تا اینکه به خاطر دنبال کردن حرفه بازیگری، ادامه تحصیل در کالج را رها نمود.

## فیلم‌شناسی
| سال  | عنوان فیلم         | نقش                                 | زبان فیلم | نکات    | مرجع.       |
| ---- | ------------------ | ----------------------------------- | --------- | ------- | ----------- |
| ۲۰۱۶ | جیمز و آلیس        | ایزابل / پینکی                      | مالایالم  | تک جلوه |             |
| ۲۰۱۶ | ای بیا             | «ناگاوالی» والی (Nagavalli "Valli") | تلوگو     |         | [ ۶ ] [ ۷ ] |
| ۲۰۱۶ | عشق                | سوما                                | تلوگو     |         | [ ۸ ]       |
| ۲۰۱۸ | دوستت دارم تج      | ناندینی                             | تلوگو     |         |             |
| ۲۰۱۸ | سلامی محض رضای عشق | «آنوپاما» آنو                       | تلوگو     |         | [ ۹ ]       |
| ۲۰۱۹ | شیطان              |                                     | تلوگو     |         |             |
| ۲۰۲۲ | کارتیکیا ۲         |                                     | تلوگو     |         | [ ۱۰ ]      |